# Касасека, Гусман
Гусман Касасека Лосано (исп. Guzmán Casaseca Lozano; 26 декабря 1984, Бадахос, Испания) — испанский футболист, полузащитник клуба «Бадахос»

## Клубная карьера
Гусман воспитанник футбольного клуба «Бадахос», в 2002 году дебютировал за дубль, а 15 декабря этого же года сыграл за основной состав в матче против «Эйбар» (1:1).
В январе 2005 году Гусман перешёл в «Мальорку Б». Зимой 2006 года «Херес» арендовал его до конца сезона. 7 июля 2006 года перешёл в «Кордову» на правах аренды, сыграв за этот клуб 39 матчей, и забил 7 голов.
В следующем сезона Гусман стал полноценным игроком «Кордовы», за два года сыграл 44 матча. 1 июля этого же года подписал двухлетний контракт с футбольным клубом «Кастельон».
В 2010 году Гусман стал игроком «Сеуты». В первом же сезоне за новый клуб забил 11 мячей в 37 матчах. Проведя два отличных сезона, он перешёл в «Алавес» где стал основным игроком. 5 июля 2014 года подписал двухлетний контракт с «Лас-Пальмасом».
16 июля 2015 года, Гусман расторг контракт с клубом и перешёл в футбольный клуб «Реал Вальядолид».

## Ссылка
- Профиль на сайте «Вальядолида»
- Профиль игрока (англ.) на сайте Transfermarkt
- Профиль на сайте Soccerway (англ.)
- Профиль на сайте BDFutbol.com (англ.)